# Karl Friedrich Eichhorn
Pour les articles homonymes, voir Eichhorn.
Karl Friedrich Eichhorn (20 novembre 1781 - 4 juillet 1854), juriste allemand, fils de Johann Gottfried Eichhorn, né à Iéna.
Il occupa successivement des chaires de droit allemand dans les universités de Francfort-sur-l'Oder, de Berlin, de Gœttingue, et fut en 1838 appelé par le roi de Prusse au conseil d'État. Il se consacra surtout à l'étude de l'histoire politique : son ouvrage le plus important est l'Histoire du droit public et des législations de l'Allemagne, Berlin, 1808-1818. Il est parfois considéré comme le fondateur de la branche germaniste de l'école historique du droit.

## Biographie
Karl Friedrich Eichhorn est le fils du professeur de langues orientales, Johann Gottfried Eichhorn. 
Eichhorn est mort à Cologne en 1854, à l'âge de 72 ans. Depuis 1810, il est marié à Louise Juliane, née Heinrich (1785-1860), fille de l'historien Christoph Gottlob Heinrich (de) d'Iéna.